# Tour de Moricq

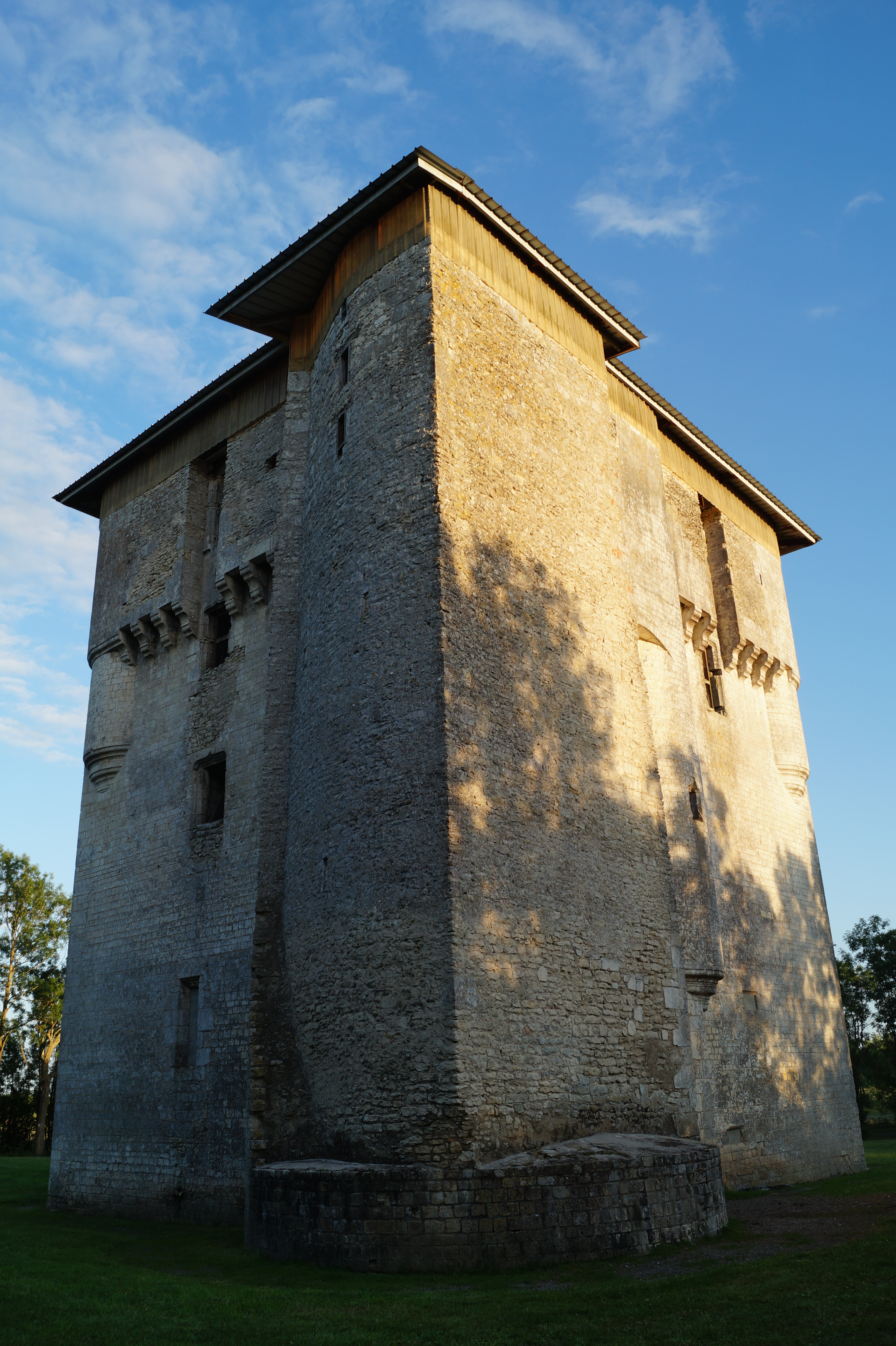
Tour de Moricq in Angles

Der Tour de Moricq in Angles, einer französischen Gemeinde im Département Vendée in der Region Pays de la Loire, wurde im 15. Jahrhundert errichtet. Der Donjon der ehemaligen Burg wurde im Jahr 1915 als Monument historique in die Liste der denkmalgeschützten Bauwerke (Base Mérimée) in Frankreich aufgenommen.
Den Wehrturm aus Kalksteinquadern, der von einem Wassergraben geschützt war, konnte man nur über eine Zugbrücke erreichen. Im ausgehenden Mittelalter und frühen Neuzeit diente der Turm als Herrensitz, er war in den Wohnräumen an der Ostseite mit vier gotischen Kaminen ausgestattet. 
Während der Hugenottenkriege wurde der Donjon mehrmals von den Kriegsparteien erobert. Im 18. Jahrhundert diente der Turm als Kornspeicher. Um ihn vor dem Verfall zu retten, kaufte die Gemeinde Angles im Jahr 1988 das Gebäude.